# Dufourea juniperi
Dufourea juniperi är en biart som beskrevs av Ebmer 2004. Dufourea juniperi ingår i släktet solbin, och familjen vägbin. Inga underarter finns listade i Catalogue of Life.